# Brunnenfaden
Der Brunnenfaden (Crenothrix polyspora) ist ein Bakterium, das in limnischen Gewässern mit geringen Konzentrationen an gelösten Stoffen vorkommt und lange Fäden (bakterielle Trichome) bildet.

## Eigenschaften, Vermehrung, Verbreitung
Das Bakterium bildet überwiegend zylindrische Zellen mit einem Durchmesser von 0,6 – 5 µm, die sich in dünnen, unverzweigten, bis 10 mm langen Röhren (Scheiden) aus durchsichtigem organischen Material befinden. Oft sind die Scheiden mit einem Ende an Festkörpern angeheftet gelegentlich sind sie mit Verbindungen dreiwertigen Eisens oder vierwertigen Mangans belegt. Im Mikroskop ist der Brunnenfaden durch seine Fadengestalt leicht von fast allen anderen Bakterien zu unterscheiden und verfügt über einen komplexen Lebenszyklus, der die Bildung sogenannter Makro- und Mikrogonidien einschließt. Die Scheiden neigen zur Verklumpung und bilden dadurch gelegentlich so große Klumpen, dass sie auch mit freiem Auge wahrgenommen werden können. Das Bakterium ist gramnegativ.
An den freien Enden der Scheiden teilen sich die Zellen gelegentlich senkrecht zur Fadenlängsachse ohne wesentlichen Längenzuwachs. Dadurch entstehen kurzzylindrische Zellen mit einem Durchmesser wie der der „normalen“ Zellen. Diese kurzen Zellen werden als Makrogonidien bezeichnet, werden aus den Scheiden entlassen und dienen der Vermehrung und Verbreitung. Eine andere Form der Bildung von Vermehrungs- und Verbreitungsstadien besteht darin, dass sich an den Scheidenenden die Bakterien ohne nennenswertes Wachstum in verschiedenen, etwa senkrecht aufeinanderstehenden Ebenen teilen. Dadurch entstehen viele kleine Zellen, die als Mikrogonidien bezeichnet werden, wie die Makrogonidien aus den Scheiden entlassen werden und sich im Habitat verbreiten.

## Vorkommen
Crenothrix kommt in stehenden und fließenden Gewässern vor, die organische Stoffe in niedrigen Konzentrationen enthalten, bevorzugt in solchen, die auch niedrige Konzentrationen an zweiwertigen Eisen-Ionen und/oder Spuren von Methan enthalten. Er kommt oft in Trinkwassergewinnungsanlagen und Wasserleitungen vor. Wissenschaftler des Wiener Instituts für Mikrobielle Ökologie konnten erstmals nachweisen, dass das Bakterium das Treibhausgas Methan verwerten kann
2017 stellten Wissenschaftler in der Schweiz bei einer Studie mit 13C-markierten Methanmolekülen fest, dass der Brunnenfaden in Seen zu den wichtigsten Methanoxidierern gehört.

## Systematische Stellung
Lange Zeit war die systematische Einordnung dieses Bakteriums nicht möglich. Auch über die Physiologie waren keine Details bekannt. Der Grund hierfür ist, dass es bis heute nicht gelungen ist Crenothrix polyspora unter Laborbedingungen zum Wachsen zu bringen.
Die 16S-rRNA-Basensequenz des Brunnenfadens deutete dann 2006 darauf hin, dass das Bakterium der Gattung Methylobacter zuzuordnen ist, oder ihr nahe steht. Sie wird heute in einer eigenen Familie Crenotrichaceae geführt, die wie die Methylobacter-Familie Methylococcaceae zur Ordnung Methylococcales gehört.

## Entdeckungsgeschichte
Der Brunnenfaden wurde 1870 von einem der Gründungsväter der modernen Bakteriologie, Ferdinand Cohn, entdeckt.

## Technische Bedeutung
Bei Befall von Wasserleitungssystemen können Rohre und Siebe massiv verstopft werden. Historisch nachgewiesen sind beispielsweise Fälle in Berlin und Rotterdam, wo die Bakterien sogar an den Wasserentnahmestellen der Haushalte nachgewiesen wurden. Darüber hinaus färbt das Bakterium das Wasser rötlich bis blutrot und macht es dadurch ungenießbar. Das Bakterium gilt nicht als Krankheitserreger.